# Traktat amsterdamski
Traktat amsterdamski (oficjalnie: Traktat z Amsterdamu zmieniający Traktat o Unii Europejskiej, Traktaty ustanawiające Wspólnoty Europejskie oraz niektóre związane z nimi akty), TA, umowa międzynarodowa parafowana 17 czerwca 1997 r., podpisana 2 października 1997 r. w Amsterdamie. TA wszedł w życie 1 maja 1999 roku.
Traktat amsterdamski w założeniu miał dostosowywać unijne traktaty do planowanego poszerzenia UE oraz zbliżyć Unię do obywateli, jednak konferencja międzyrządowa przygotowująca traktat nie zdołała wypracować dostatecznie daleko idących zmian, w związku z czym postanowiono, że właściwa rewizja traktatów pod kątem przygotowania do akcesji państw Europy Środkowo-Wschodniej przyjęta zostanie w późniejszym terminie (zobacz: Traktat nicejski). Zmiany uzgodnione w Amsterdamie, choć były mniejsze, niż planowano i tak napotkały problemy z ratyfikacją przez państwa członkowskie (w niektórych krajach musiały odbyć się referenda), co spowodowało przesunięcie o 4 miesiące planowanego początkowo na 1 stycznia 1999 r. terminu wejścia w życie traktatu.

## Najważniejsze postanowienia traktatu
- Wprowadzenie gender mainstreaming jako strategii politycznej obowiązującej państwa członkowskie (art. 2).
- Włączenie acquis Schengen w ramy Unii i Wspólnot Europejskich[1].
- Wprowadzenie możliwości uchwalenia sankcji dla państwa członkowskiego naruszającego zasady demokracji; przepisy te uchwalono z myślą o przyszłych członkach – państwach postkomunistycznych, okazało się jednak, że Unia była blisko skorzystania z tych zapisów w odniesieniu do kraju z ponad 40-letnią demokracją – Austrii (chodziło o utworzenie rządu z udziałem FPÖ Jörga Haidera).
- Wprowadzenie procedury wzmocnionej współpracy – większość państw członkowskich mogła zadecydować o nawiązaniu bliższej współpracy z wykorzystaniem struktur unijnych, pod warunkiem spełnienia kilku ograniczeń, m.in. otwartości takiej współpracy dla wszystkich państw członkowskich. Jak dotąd wykorzystano tę procedurę tylko dwa razy.
- Wzmocnienie pozycji Parlamentu Europejskiego – dzięki rozszerzeniu zakresu stosowania procedury współpracy może on odtąd zablokować większość propozycji legislacyjnych Komisji. Jednocześnie uproszczono samą procedurę współdecydowania poprzez likwidację III czytania. Parlamentowi nadano także prawo do akceptowania kandydata na stanowisko przewodniczącego Komisji. Liczbę miejsc w nim ograniczono w przyszłości do 700[2].
- Wzmocnienie prerogatyw Trybunału Sprawiedliwości – może on odtąd rozpatrywać sprawy związane z polityką wizową, azylową, migracyjną oraz ze swobodnym przepływem osób. Kwestie te zostały przeniesione z III filaru UE (tytuł VI TUE) do I filaru (TWE); tym samym zmieniono nazwę III filaru na „Współpraca policyjna i sądowa w sprawach karnych”.
- Utworzenie urzędu Wysokiego Przedstawiciela do spraw Wspólnej Polityki Zagranicznej i Bezpieczeństwa. Funkcję tę pełni Sekretarz Generalny Rady UE.
- Wprowadzenie koordynacji polityki zatrudnieniowej; utworzono Komitet ds. Zatrudnienia.
- Uproszczenie traktatów założycielskich. Wprowadzenie jednolitej liczbowej numeracji TWE i TUE.
- Nadanie UE możliwości zlecania Unii Zachodnioeuropejskiej misji różnego typu: od zadań humanitarnych i ratowniczych po działania zbrojne[3].
- Wprowadzenie wspólnych strategii jako instrumentu WPZiB.
- Nadanie kompetencji decydowania o zasadach i ogólnych wytycznych w sprawach wspólnej obronności.
- Zmiana systematycznej współpracy (jako instrumentu WPZiB) na umacnianie systematycznej współpracy.
- Nadanie Radzie Europejskiej kompetencji ustalania wspólnych strategii.
- Zmiana trojki; odtąd stanowią ją: minister spraw zagranicznych, pełniący funkcję przewodniczącego Rady, Wysoki Przedstawiciel do spraw WPZiB oraz przedstawiciel Komisji.
- Zobowiązanie misji dyplomatycznych i konsularnych państw członkowskich, delegacji Komisji Europejskiej w państwach trzecich i na konferencjach międzynarodowych, a także ich przedstawicielstwa w organizacjach międzynarodowych do współpracy ze sobą, tak aby zapewnić poszanowanie i wprowadzenie w życie wspólnych stanowisk oraz wspólnych działań przyjętych przez Radę Unii Europejskiej.
- Ustanowienie Komórki Planowania i Wczesnego Ostrzegania[4].